# Gálosháza
Gálosháza település Romániában, Bihar megyében.

## Fekvése
Bihar megyében, Élesdtől délkeletre, Szászfalva déli szomszédjában fekvő település.

## Története
Gálosháza nevét 1552-ben Galoshaza alakban említette először oklevél, egykor a nagyváradi káptalan birtoka volt. 1808-ban Gálosháza, 1888-ban Gelesény, 1913-ban Gálosháza néven írták. 1851-ben Fényes Elek történeti földrajzában írta a településről: "...Bihar vármegyében, hegyes vidéken. 200 óhitű lakossal, anyatemplommal, sovány földdel, derék erdővel. Van itt egy fakadó forrása, melly 2 malmot hajt. Bírja a váradi deák káptalan. Közös birtokáról lásd Szászfalvát." 1910-ben 311 lakosából 3 magyar, 296 román volt. Ebből 304 görögkeleti ortodox, 4 izraelita volt. A trianoni békeszerződés előtt Bihar vármegye Élesdi járásához tartozott.

## Nevezetességek
- Görög keleti temploma - 1860-ban épült.